# Hold On (песня Джастина Бибера)
«Hold On» (с англ. — «Держись») — песня канадского певца Джастина Бибера, вышедшая 5 марта 2021 года в качестве четвёртого сингла с его шестого студийного альбома Justice. «Hold On» был выпущен лейблом Def Jam Recordings. Авторами песни были сам Джастин Бибер, а также
Alexandra Tamposi, Jonathan Bellion и другие, а продюсировали Andrew Watt и Louis Bell. В музыкальном видео снималась тайваньско-американская актриса Christine Ko.

## История
Джастин Бибер выпустил синглы «Holy» и «Lonely» в 2020 году, а затем «Anyone» в январе 2021 года. В следующем месяце он анонсировал свой шестой студийный альбом Justice. Композиция «Hold On» была написана Бибером, Али Тампоси, Джоном Беллионом и продюсерами Эндрю Уоттом и Луисом Беллом . Песня является интерполирует композицию «Somebody That I Used to Know» (2011), написанную Вальтером Де Баккером и Луисом Бонфа, которые таким образом получают официальные авторские права.
Def Jam Recordings выпустила «Hold On» в качестве сингла для цифрового скачивания и потокового вещания в разных странах 5 марта 2021 года. В тот же день Universal Music Group передала песню на современные хитовые радиостанции Италии. Британская радиостанция BBC Radio 1 добавила ее в ротацию 12 марта, а на следующий день ее родственная станция BBC Radio 2.

## Музыкальное видео
Музыкальное видео для песни «Hold On» впервые вышло на аккаунте певца на канале YouTube 5 марта 2021 года. Режиссёр Colin Tilley.

## Участники записи
По данным Tidal
- Джастин Бибер — вокал, автор
- Эндрю Уотт[англ.] — автор, продюсер, бэк-вокал, бас, гитара
- Луи Белл — автор, продюсер, бэк-вокал, програминг
- Александра Тампози[англ.] — автор, бэк-вокал
- Джон Беллион[англ.] — автор, бэк-вокал
- Джош Гудвин — звукозапись

## Чарты
| Чарт (2021)                         | Высшая позиция |
| ----------------------------------- | -------------- |
| Австралия (ARIA)                    | 6              |
| Австрия (Ö3 Austria Top 40)         | 20             |
| Бельгия/Фландрия (Ultratop 50)      | 9              |
| Канада (Billboard Canadian Hot 100) | 7              |
| Чехия (Singles Digitál Top 100)     | 21             |
| Дания (Tracklisten)                 | 6              |
| Франция (SNEP)                      | 120            |
| Германия (GfK)                      | 18             |
| Мир (Billboard Global 200)          | 8              |
| Венгрия (Single Top 40)             | 15             |
| Венгрия (Stream Top 40)             | 23             |
| Ирландия (IRMA)                     | 8              |
| Япония (Billboard Japan Hot 100)    | 70             |
| Франция (SNEP)                      | 120            |
| Нидерланды (Dutch Top 40)           | 15             |
| Нидерланды (Single Top 100)         | 6              |
| Новая Зеландия (Recorded Music NZ)  | 20             |
| Норвегия (VG-lista)                 | 7              |
| Португалия (AFP)                    | 37             |
| Сингапур (RIAS)                     | 6              |
| Словакия (Singles Digitál Top 100)  | 13             |
| Швеция (Sverigetopplistan)          | 14             |
| Швейцария (Schweizer Hitparade)     | 29             |
| Великобритания (OCC UK Singles)     | 10             |
| США (Billboard Hot 100)             | 26             |
| США (Billboard Pop Airplay)         | 35             |

## Сертификации
| Регион | Сертификация  | Продажи   |
| --- | ------------- | --------- |
| Австралия (ARIA) | 3× Платиновый | 210 000   |
| Канада (Music Canada) | 2× Платиновый | 160 000   |
| Дания (IFPI Danmark) | Платиновый    | 90 000    |
| Италия (FIMI) | Золотой       | 50 000    |
| Мексика (AMPROFON) | Платиновый    | 140 000   |
| Новая Зеландия (RMNZ) | Золотой       | 15 000    |
| Норвегия (IFPI Norway) | Платиновый    | 60 000    |
| Польша (ZPAV) | Золотой       | 25 000    |
| Португалия (AFP) | Золотой       | 5000      |
| Испания (PROMUSICAE) | Золотой       | 30 000    |
| Великобритания (BPI) | Золотой       | 400 000   |
| США (RIAA) | Платиновый    | 1 000 000 |
| Стриминг |               |           |
| Швеция (GLF) | Золотой       | 4 000 000 |
| Данные о продажах + прослушиваниях приведены только на основе сертификации. · Данные только о прослушиваниях приведены на основе сертификации. |               |           |

## История выхода
| Регион | Дата         | Формат                     | Лейбл     | Ссылка |
| ------ | ------------ | -------------------------- | --------- | ------ |
| Мир    | 5 марта 2021 | Цифровые загрузки стриминг | Def Jam   | [ 11 ] |
| Италия | 5 марта 2021 | Radio airplay              | Universal | [ 12 ] |